# Christine Dattner

Christine Dattner, née en 1955 à Lorient, est une auteure française et créatrice de mélanges de thés. Elle a publié sept ouvrages sur le thé. Elle a développé sa propre marque,, depuis 2012 et exporte au Japon, en Corée et en Europe, arguant d'une expérience de plus de 35 ans dans le domaine du thé aromatisé à la française. Ses ouvrages à visée didactique donnent des exemples d'utilisation du thé en gastronomie.

## Publications
- Le livre du thé vert, (Flammarion/Plume 2002) (seconde place Première Nuit du Livre),  (ISBN 2841101673 et 978-2841101672)
- Le thé et ses bienfaits, avec Michèle Carles  (Flammarion 2005),  (ISBN 2082014592 et 978-2082014595)
- L'histoire du thé, Le goût du thé (coffret 2 livres) Flammarion 2006    (ISBN 2082015203)
- La cuisine au thé, 80 recettes simples et originales Grund 2009  (ISBN 2700029658)
- Thé, rituels et bienfaits, avec Marie-France Michalon (Flammarion 2009)  (ISBN 2081205432) lauréat "La nuit du livre"[8], prix Spirit 2015[9]

- Les couleurs du thé, avec Marie-France Michalon (Chêne 2014)   (ISBN 2812310626 et 978-2812310621)